# طلا(III) سولفید
طلا(III) سولفید(به انگلیسی: Gold(III) sulfide) یک ترکیب پیشنهادی با فرمول (Au2S3 ) است. نمونه خالص این ماده هنوز یافت نشده‌است. طلا(III) سولفید در کتاب‌های آکادمیک بررسی یا توصیف نشده‌است. ادعا می‌شود که از واکنش دی‌هیدروژن سولفید (H2S) با محلول اتری طلا(III) کلرید (AuCl 3 ) حاصل می‌شود. 